# Diocèse de Caloocan
Le diocèse de Caloocan ou Kalookan est un diocèse de l'Église latine de l'Église catholique de la région métropolitaine de Manille, aux Philippines, qui comprend Malabon, Navotas et la partie sud de Caloocan.

## Histoire
Le diocèse a été créé par le pape Jean-Paul II le 28 juin 2003 par sa lettre apostolique Quoniam Quaelibet. Le diocèse a été érigé canoniquement le 22 août 2003, avec l'installation de son premier évêque, Deogracias S. Iñiguez, qui était jusque-là évêque d'Iba, dans la province de Zambales. À la démission de ce dernier le 25 janvier 2013, l'évêque auxiliaire d'Antipolo (province de Rizal), Francisco Mendoza de Leon, a été nommé administrateur apostolique du diocèse.
Le 14 octobre 2015, le pape François a nommé Pablo Virgilio David, évêque auxiliaire de l'archidiocèse de San Fernando (es) à Pampanga, comme deuxième évêque de Kalookan et il est installé le 2 janvier 2016. Il est docteur en théologie de la Faculté de théologie , de l'Université Catholique de Louvain, en Belgique. Il a étudié à l'École biblique et archéologique française de Jérusalem . Considéré comme une force intellectuelle, il n'hésite pas à défendre les droits des pauvres.
On enregistre une lente amélioration. Si, sur l'ensemble de l'année 2022, la croissance du produit intérieur brut atteint 7,6%, son niveau le plus élevé depuis 45 ans, les Philippines sont vulnérables du fait de leur double déficit en produits agroalimentaires et en combustibles minéraux,,. Philippine Statistics Authority indique un taux de pauvreté passé de 23,7 en 2021 à 22,4 % en 2023 .
Pablo Virgilio David s'est insurgé contre les exécutions sommaires et les exécutions extra-judiciaires préconisées par le président Rodrigo Duterte (2016-2022) qui, voulant mener une guerre contre le trafic de drogues, encourage la guerre contre la drogue aux Philippines aux pratiques douteuses . L'évêque David a condamné cette guerre meurtrière  - qui aurait déjà fait plus de 30 000 morts - et qui ne s'attaque pas aux gros trafiquants mais cible surtout de petits délinquants et des pauvres : La majorité des victimes sont des squatters, des personnes sans domicile, des émigrés de la campagne venus en ville chercher du travail, des habitants des taudis et bidonvilles. Ils prennent souvent de la drogue par désespoir,.
Le 16 août 2017, Kian delos Santos, étudiant de 17 ans, a été tué à Caloocan par des policiers . Dès le 18 août, l'évêque David dénonce un meurtre  filmé par une vidéo de surveillance rendue publique . En novembre 2018, c'est la première condamnation : les trois policiers ont été condamnés à 40 ans d'emprisonnement . La Cour (Regional Trial Court) rappelle que la police ne peut faire usage de la force si leur but peut être atteint autrement: Le slogan "Tirez d'abord, pensez après" est inadmissible dans une société civilisée .
Pablo Virgilio David a été insulté publiquement par le président Rodrigo Duterte, qui l’a personnellement menacé de mort, et dans un discours prononcé le 5 décembre 2018, le président a carrément appelé à «tuer les évêques», «ce ramassis d’imbéciles qui ne sert à rien et qui ne font que critiquer». Et l'évêque a alors reçu des menaces de mort.
En 2021, soutenu par le pape, les évêques et les fidèles, Pablo Virgilio David a été élu président de la Conférence des évêques des Philippines .
Le 15 janvier 2022, lors d’un forum en ligne, Pablo Virgilio David a réagi à une campagne en ligne soutenant la candidature présidentielle de Ferdinand Marcos Jr, le fils de l’ancien dictateur philippin Ferdinand Marcos, affirmant que la dictature de Marcos était un âge d'or de l'Histoire des Philippines: « Nous ne pouvons pas nous permettre de rester silencieux quand des candidats affirment que le meilleur gouvernement que nous ayons jamais eu était sous la dictature de Marcos », a-t-il protesté, en invitant les catholiques à défendre la vérité .
Le 10 août 2023, six policiers font l'objet d'une enquête judiciaire pour un tir fatal sur Jerhode Baltazar, un adolescent de 17 ans, sans aucune arme, pris par erreur pour un homme suspecté de meurtre (Reynaldo Bolivar). Au Sénat des Philippines, à la commission de l'ordre public et des drogues, les sénateurs Risa Hontiveros, Ronald dela Rosa, et Raffy Tulfo ont interrogé les policiers impliqués pour savoir pourquoi ils ont commencé à tirer sur un jeune homme désarmé. Ils invoquent un tir de panique (panic firing). À Manille, Benjamin Abalos Jr., ministre de l’Intérieur et des collectivités locales(Department of the Interior and Local Government, DILG), a exprimé son indignation de la mort de l'adolescent de Navotas, et annoncé une révision des règles d'intervention de la police. Pour le ministre, il faut lutter contre la drogue, aider la police mais aussi s'attaquer aux racines du trafic de drogues: l'absence d'emploi, d'éducation, de famille (reportage Rappler ). De son côté, l'évêque catholique Pablo Virgilio David de Caloocan estime qu'il y a eu meurtre, et non homicide involontaire accidentel. Il invite toutes les paroisses à exprimer leur solidarité avec la famille et la ferme condamnation des auteurs. Il a personnellement prononcé l'homélie intitulée "Mistaken Identity" à l'enterrement du jeune homme tué (Vidéo). Le 27 février 2024, la Cour régionale de Navotas a jugé un seul des six policiers poursuivis (déjà révoqués) coupable d'homicide, et non de meurtre, et l'a condamné à quatre ans de prison . Le Ministère de la Justice compte aller en appel aux côtés de la famille, et indique que le président Ferdinand Marcos  veut mettre fin aux exécutions sommaires .
En février 2024, Pablo Virgilio David est élu vice-président de la Fédération des Conférences des Évêques Asiatiques (Federation of Asian Bishops’ Conferences) , qui a élu président le cardinal Filipe Neri Ferrão de l'Archidiocèse de Goa en Inde .

## Statistiques
En décembre 2005, il y avait environ 1 220 000 personnes dans le diocèse et 89 pour cent d’entre eux, soit 1 090 000 habitants, ont été baptisés catholiques. Le nombre moyen de baptêmes par an entre 2003 et 2005 était de 680. Il y a 36 prêtres diocésains et religieux au service de 26 paroisses. Les deux religions chrétiennes importantes du diocèse, à côté du catholicisme, sont l'Église indépendante des Philippines (IFI, Aglipayan) et l'Iglesia ni Cristo (Église du Christ).

### Statistiques
Au 31 décembre 2021
- Superficie : 45 km2
- Population : 2 060 684 catholiques (90.0% du total 2 289 649)
- Répartition pastorale: 31 paroisses
- Personnel: 76 prêtres (40 diocésains, 36 religieux), 96 religieux (36 frères, 60 sœurs), 20 séminaristes

## Ordinaires
| Évêque | Évêque | Évêque                     | Période de mandat | Période de mandat        | Blason |
| N°     | Image  | Nom                        | Début             | Fin                      | Blason |
| ------ | ------ | -------------------------- | ----------------- | ------------------------ | ------ |
| 1      |        | Deogracias S. Iñiguez, Jr. | 22 aout 2023      | 25 janvier 2015          |        |
| 2      |        | Pablo Virgilio David       | 2 janvier 2016    | Actuellement en fonction |        |

## Voir également
- Église catholique aux Philippines